# 东河口镇
东河口镇，是中华人民共和国安徽省六安市金安区下辖的一个乡镇级行政单位。

## 行政区划
东河口镇下辖以下地区：
街道社区、长岭村、东河口村、上堰村、牌楼村、毛岭村、华山村、东河冲村、增塘村、三旺冲村、南官亭村、雪峰岭村、楼油坊村、中旺院村、金子寨村、小华冲村、横岭村、黄泥嘴村、顺河店村、柏家冲村、四红村、月牙塘村、花石嘴村、井塘村、嵩寮岩村、毛湾村、张公桥村、三堡墩村和太平街村。